# Stylochaeton euryphyllum
Stylochaeton euryphyllum là một loài thực vật có hoa trong họ Ráy (Araceae). Loài này được Mildbr. miêu tả khoa học đầu tiên năm 1936.